# Athletiki Enosi Kition Làrnaca
L'Athletiki Enosi Kition Làrnaca, també conegut com a AEK Làrnaca, (en grec modern: Αθλητική Έvωση Κίτιον) és un club de futbol xipriota de la ciutat de Làrnaca. A més del futbol té seccions de basquetbol i voleibol.

## Història
El cub es fundà 1994 amb la fusió de dos clubs, l'EPA i el Pezoporikos.

## Palmarès

### Futbol
- Copa xipriota de futbol (1): 2004

### Voleibol (femení)
- Lliga xipriota (1): 2007
- Copa xipriota (1): 2007
- Supercopa xipriota (2): 2001, 2008

## Jugadors destacats
- Esad Razić
- Iván Campo